# Jevgenij Ivtjenko
Jevgenij Michailovitj Ivtjenko ryska: Евгений Михайловч Ивченко);  född den 26 juni 1938 i Sumy, Ukrainska SSR, Sovjetunionen, död 2000, var en sovjetisk friidrottare inom gång.
Han tog OS-brons på 50 kilometer gång vid friidrottstävlingarna 1980 i Moskva.